# Unterstall
Unterstall ist ein Pfarrdorf und Gemeindeteil von Bergheim im Landkreis Neuburg-Schrobenhausen in Oberbayern. Zur Gemarkung gehört auch noch die Einöde Straßwirtschaft.

## Geographie
Das Pfarrdorf hat etwa 840 Einwohner und liegt auf einer Höhe von 407 m ü. NN.
Es befindet sich am südlichen Ende eines Juraausläufers an der Grenze zum Donautal. Die nächstgelegenen Städte sind Neuburg an der Donau (4 km südwestlich), Ingolstadt (ca. 15 km östlich) und Eichstätt (ca. 16 km nördlich).

## Geschichte
Richtung Attenfeld wurden bereits Mitte des 19. Jahrhunderts Grabhügel der Hallstattzeit (ca. 700–500 v. Chr.) entdeckt. Sehr wahrscheinlich stammt der Ortsname Unterstall vom germanischen stal ab, das in etwa „untere Wohnstätte“ oder „Zuflucht“ bedeutet.
Es fanden sich Beweise, dass Unterstall auch zur Römerzeit besiedelt war und damals Castra Ventonia genannt wurde. Es lag an der Kreuzung dreier Römerstraßen und diente als Handels- und Wachposten. Belegt ist eine Villa rustica an der Bergheimer Straße zur St 2214 (ehemals B 16).
Urkundlich erwähnt wurde Unterstall mit seiner Kirche erstmals 1179 als Besitz des Eichstätter Domkapitels. Auf dem jetzigen Kirchberg stand im Mittelalter eine Burg. 1496 wurde diese verlassen und durch ein Schloss in der Ortsmitte ersetzt, das heute nicht mehr existiert.
An der Stelle der Burg wurde eine Kirche im gotischen Stil mit Wehrburgcharakter erbaut. Sie wird auch heute noch genutzt, geweiht ist sie dem Hl. Magnus.

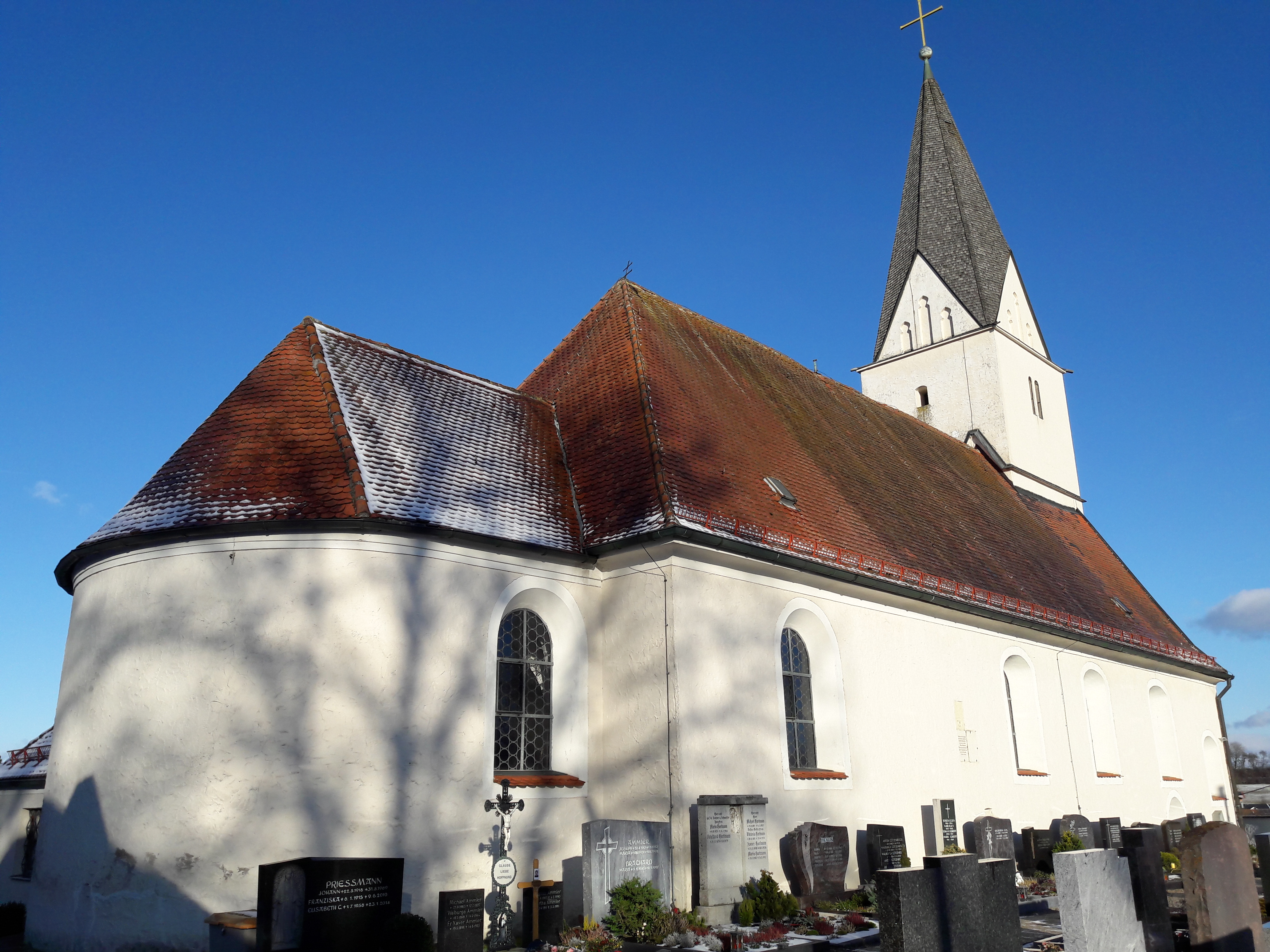
Kirche Sankt Magnus in Unterstall

Während die Grundherrschaft mehrheitlich und damit auch das Dorfgericht beim Domkapitel Eichstätt blieb, behaupteten  die Herzöge von Bayern und ab 1505 die Fürsten von Pfalz-Neuburg die hohe Gerichtsbarkeit und die Landeshoheit.
1542 musste Unterstall den evangelischen Glauben des Landesherrn Pfalzgraf Ottheinrich annehmen, obwohl es aus grundherrlicher Sicht zum katholischen Domkapitel Eichstätt gehörte. 1547 wurde der evangelische Pfarrer wiederum durch einen katholischen ersetzt, nach Ottheinrichs Wiedereinsetzung 1554 der katholische durch einen protestantischen Priester. Dies geschah nicht ohne Widerstand der Dorfbevölkerung. Ab 1617 war Unterstall wieder katholisch.
Während des Dreißigjährigen Krieges wurden Unterstall sowie die Nachbardörfer Joshofen und Bergheim mehrmals besetzt, zuletzt 1648 von 3000 schwedischen Soldaten. Ein Großfeuer 1718 zerstörte 13 Häuser. In der Zeit von 1712 bis 1730 kam es mehrfach zu Viehseuchen in Unterstall. Österreichische und französische Truppen plünderten den Ort 1809. 
Unterstall erhielt 1902 Anschluss an die Wasserversorgung und 1922 an die Elektroversorgung. Im Jahr 1928 wurde ein erster Oberflächenkanal fertiggestellt. Am 1. Mai 1978 ging die bisher eigenständige Gemeinde Unterstall in der neu gegründeten Gemeinde Bergheim auf. Am 30. Januar 1986 genehmigte die Regierung von Oberbayern das Ortswappen.